# فرودگاه دابل ایگل ۲
فرودگاه دابل ایگل ۲ (به انگلیسی: Double Eagle II Airport) یک فرودگاه همگانی بهره‌برداری هوایی است که یک باند فرود آسفالت دارد و طول باند آن ۲۲۵۶ متر است. این فرودگاه در شهر البوکرکی کشور ایالات متحده آمریکا قرار دارد و در ارتفاع ۱۷۷۹ متری از سطح دریا واقع شده‌است.